# René Herbst
Pour les articles homonymes, voir Herbst.

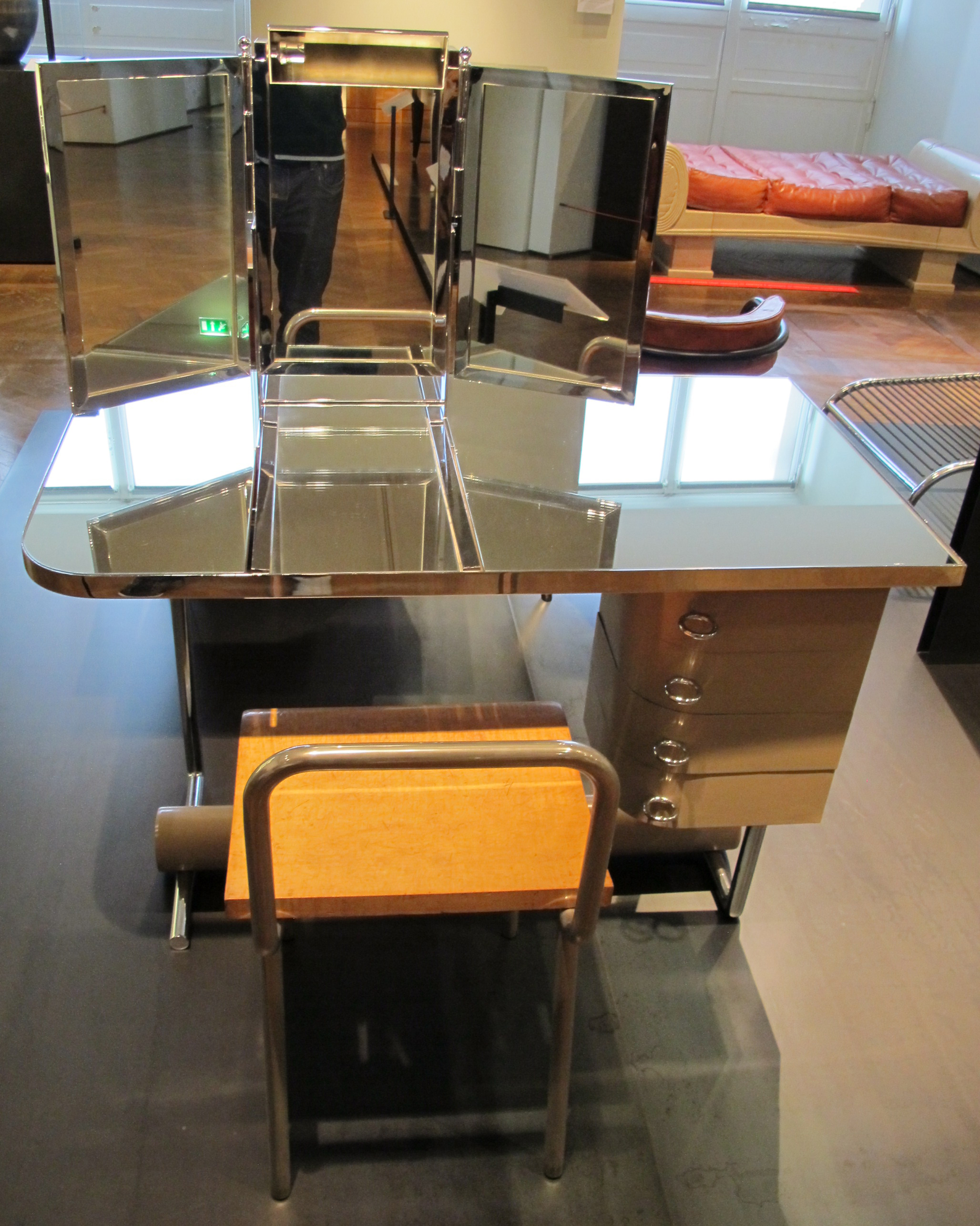
Coiffeuse de la princesse Aga Khan (1932), Musée des Arts Décoratifs, Paris

René Herbst, né à Paris Ier le 18 mars 1891 et mort à Paris VIIIe le 29 septembre 1982, est un architecte-décorateur français.
Cofondateur en 1929 de l'Union des Artistes modernes (UAM), il fut de 1921 à 1961, l'un des chefs de file des arts modernes. Il prône l'industrialisation du mobilier dans une perspective sociale afin de donner accès à l'art au plus grand nombre. Sa collaboration avec l’Office Technique pour l’Utilisation de l’Acier (OTUA) lui valut d’être surnommé « L’homme de l’acier ».

## L'Art de la rue
René Herbst étudie l'architecture à partir de 1908 à Londres et à Francfort puis effectue des voyages d'étude en Italie et en Russie. Il revient à Paris en 1919 où il devient décorateur et designer de meubles et où il fonde les Établissements René Herbst pour produire ses réalisations. Il commence par exposer au Salon des artistes décorateurs en 1921, puis à la nouvelle section « Art Urbain » dès sa création en 1922 au Salon d'automne. Défenseur du mobilier en métal et en verre, il réalise ainsi à partir de cette date plusieurs devantures de magasins, vitrines d'exposition et étalages utisant ces nouveaux matériaux (Vionnet, Pleyel, Siégel, Puiforcat, soieries Ducharne, …), dont l'aménagement complet de la boutique du bottier Perugia présentée au Salon d'automne de 1923. L'aménagement de magasins l'amène à concevoir des meubles d'appoint, sièges, tables, comptoirs et présentoirs fonctionnels et minimalistes. Il fonde la revue Parade destinée aux professionnels et donne des conférences sur le « décor de la rue » et « l'art de l'étalage ». Lors de l'Exposition internationale des Arts décoratifs et industriels modernes de 1925, où il obtient une médaille d'or, il réalise plusieurs vitrines de la « rue des boutiques » sur le pont Alexandre-III et présente dans la boutique des établissements Pleyel, son piano Pleyela, en acajou verni et métal nickelé ; tandis que Le Corbusier présente des tables et meubles casiers à piétement de tube d'acier dans son Pavillon de l'Esprit nouveau.

## Le mobilier moderne
Puis, simultanément à Marcel Breuer avec sa chaise Wassily, Eileen Gray ou Charlotte Perriand, il amorce ses recherches sur la création de meubles indépendants en métal, avec la présentation au Salon d'automne de 1926 d'un bureau d'ingénieur, insonorisé grâce à un revêtement mural en caoutchouc et comportant des meubles en tôle et tube d'acier, qui fait sensation. Désormais, le mobilier majoritairement métallique se répand, comme avec les bureaux en fer forgé de Pierre Chareau réalisés à partir de 1926 ou le bureau de tôle laqué à piétement de tubes d'acier nickelé de Robert Mallet-Stevens de 1927.
En 1927, il réalise des meubles en tube de métal chromé pour l'hôtel particulier de Madeleine Vionnet et invente la « Chaise Sandow », qu'il présentera au Salon d'automne de 1929, avec un bureau en métal, et déclinera en plusieurs versions chromées. Il est également l'un des premiers utilisateurs du bois moulé dans le mobilier.
En 1928, il crée le « bureau de dame » à piétement courbe, lors du concours organisé par le Musée des Arts Décoratifs et expose un ensemble mobilier au Salon des artistes décorateurs avec Charlotte Perriand et Djo-Bourgeois, les créateurs de bijoux Jean Fouquet et Gérard Sandoz et l'orfèvre Jean Puiforcat. Ils rompent ainsi avec les règles établies des sections et ouvrent la voie à la formation, l'année suivante, du groupement des artistes de l'UAM, unis dans la recherche d'un nouveau langage moderne. Puis de 1930 à 1933, il reçoit la commande prestigieuse de l'aménagement intérieur et du mobilier de l'hôtel particulier de l'Aga Khan, rue Scheffer à Paris. Il se tourne ensuite vers l'organisation et la scénographie d'expositions d'objets domestiques et de design, jusque dans les années 1950, notamment pour l'OTUA, dont il réalise le pavillon à Moscou en 1961.
À la mort de Mallet-Stevens en 1945, il devient président de l'UAM et s'investit pour faire évoluer l'action du groupe en soutenant notamment la création de la section Formes Utiles, dont il fut le président de 1950 à 1966.
En 1982, il a fait don de ses archives à la Bibliothèque des Arts décoratifs et à la Bibliothèque Forney.